# 大木賢一
大木 賢一（おおき けんいち）は、日本のアニメーター。テレコム・アニメーションフィルム出身。

## 主な参加作品

### テレビアニメ
- コボちゃん（1992年-1994年、動画）
- バーチャファイター （1995年-1996年、原画）
- 時空探偵ゲンシクン （1998年-1999年、原画）
- 宇宙海賊ミトの大冒険 （1999年、原画）
- 宇宙海賊ミトの大冒険 2人の女王様 （1999年、原画）
- 幻想魔伝 最遊記 （1999年-2000年、原画）
- 無敵王トライゼノン （2000年-2001年、原画）
- ブギーポップは笑わない Boogiepop Phantom （2000年、原画）
- 地球防衛家族 （2001年、原画）
- テイルズ オブ エターニア THE ANIMATION （2001年、原画）
- グラップラー刃牙 -最大トーナメント編- （2001年、作画監督・原画）
- NARUTO -ナルト- （2002年-2007年、原画）
- 星のカービィ （2001年-2003年、原画）
- 銀河鉄道物語 （2003年-2004年、作画監督・原画）
- なるたる （2003年、作画監督・原画）
- バジリスク 〜甲賀忍法帖〜 （2005年、作画監督・原画）
- 砂ぼうず （2004年-2005年、原画）
- サムライガン （2004年、OP原画・ED原画）
- かみちゅ! （2005年、原画）
- エレメンタル ジェレイド （2005年、作画監督・原画・OP原画）
- Fate/stay night （2006年、原画）
- 銀魂 （2006年-2010年、作画監督・原画・OP2/OP5原画・ED2原画）※126話では幹部C役で声優として出演している。
- ザ・サード 〜蒼い瞳の少女〜 （2006年、原画）
- 鋼鉄神ジーグ （2007年、原画）
- Mnemosyne-ムネモシュネの娘たち- （2008年、ED原画）
- To LOVEる -とらぶる- （2008年、原画）
- 遊☆戯☆王5D's （2008年-2011年、作画監督・原画・OP5原画）
- 07-GHOST （2009年、原画・特殊演技）
- デュラララ!! （2010年、原画・OP原画）
- ぬらりひょんの孫 （2010年、原画）
- 百花繚乱 サムライガールズ （2010年、OP原画）
- 海月姫 （2010年、OP原画）
- ロウきゅーぶ! （2011年、原画）
- ぬらりひょんの孫 〜千年魔京〜 （2011年、作画監督補佐・原画）
- これはゾンビですか? オブ・ザ・デッド （2012年、原画）
- LUPIN the Third -峰不二子という女- （2012年、原画）
- ベイウィールズ（2012年、OP原画）
- 薄桜鬼 黎明録 （2012年、原画）
- 神様はじめました （2012年、原画）
- イクシオン サーガDT （2012年、原画）
- 緋色の欠片 第二章 （2012年、アクション作画監督）
- 百花繚乱 サムライブライド （2013年、原画・OP原画）
- やはり俺の青春ラブコメはまちがっている。 （2013年、原画）
- 義風堂々!! 兼続と慶次 （2013年、作画監督・作画監督補佐・原画）
- ローゼンメイデン （2013年、原画）
- Fate/kaleid liner プリズマ☆イリヤ （2013年、原画）
- 革命機ヴァルヴレイヴ 2ndシーズン （2013年、原画）
- 僕らはみんな河合荘 （2014年、作画監督・原画・OP原画・ED原画）
- ヤマノススメ セカンドシーズン （2014年、原画・第二原画）
- RAIL WARS! （2014年、作画監督補佐）
- アブソリュート・デュオ （2015年、原画）
- コメット・ルシファー （2015年、原画）
- Rewrite（2016年、原画）
- 天使の3P!（2017年、作画監督）
- 夢王国と眠れる100人の王子様（2018年、作画監督）
- ド級編隊エグゼロス（2020年、作画監督）
- 弱キャラ友崎くん（2021年、作画監督・原画）
- 恋は世界征服のあとで（2022年、作画監督）

### OVA
- マジンカイザー （2001年、原画）
- マジンカイザー 死闘!暗黒大将軍 （2003年、原画）
- 新ゲッターロボ （2004年、作画監督・原画）
- 遊☆戯☆王5D's 進化する決闘! スターダストVSレッド・デーモンズ （2008年、原画）
- るろうに剣心 -明治剣客浪漫譚- 新京都編 （2011年-2012年、原画）
- さんかれあ （2012年、作画監督）
- 未来日記リダイヤル （2013年、OP原画）
- ひぐらしのなく頃に拡〜アウトブレイク〜 （2013年、原画）

### 劇場アニメ
- 平成狸合戦ぽんぽこ （1994年、動画）
- ルパン三世 くたばれ!ノストラダムス （1995年、原画）
- 名探偵コナン 14番目の標的 （1998年、原画）
- 劇場版 幻想魔伝 最遊記 Requiem 選ばれざる者への鎮魂歌 （2001年、原画）
- それいけ!アンパンマン ゴミラの星 （2001年、原画）
- それいけ!アンパンマン ロールとローラ うきぐも城のひみつ （2002年、原画）
- 10thアニバーサリー 劇場版 遊☆戯☆王 〜超融合!時空を越えた絆〜 （2010年、原画）
- Fate/stay night UNLIMITED BLADE WORKS （2010年、原画）
- 劇場版ポケットモンスター ベストウイッシュ ビクティニと黒き英雄 ゼクロム・白き英雄 レシラム （2011年、原画）
- 劇場版 薄桜鬼 第一章 京都乱舞 （2013年、原画）
- ルパン三世VS名探偵コナン THE MOVIE （2013年、原画）